# Tschornuchyne
Tschornuchyne (ukrainisch Чорнухине; russisch Чернухино/Tschernuchino) ist eine Siedlung städtischen Typs im Osten der Ukraine mit etwa 6400 Einwohnern.

## Geographie
Der Ort in der Oblast Luhansk liegt am Fluss Tschornucha (Чорнуха), etwa 35 Kilometer südlich der Rajonshauptstadt Popasna, 26 Kilometer südwestlich der ehemaligen Rajonshauptstadt Perewalsk und 60 Kilometer westlich der Oblasthauptstadt Luhansk gelegen. Durch den Ort verläuft die Bahnstrecke Otscheretyne–Swerewo mit einem Bahnhof im Ortsgebiet.
Tschornuchyne bildet verwaltungstechnisch zusammen mit den Ansiedlungen Kruhlyk (Круглик) und Mius (Міус) eine Siedlungsratsgemeinde.

## Geschichte
Der Ort wurde 1600 zum ersten Mal schriftlich erwähnt, wird 1778 als Sloboda geführt und 1892 als Dorf genannt. Seit 1938 hat er den Status einer Siedlung städtischen Typs, am 4. Oktober 2014 wurde der Ort, welcher bis dahin zum Rajon Perewalsk gehörte samt den beiden zur Siedlungsratsgemeinde zählenden Siedlungen dem Rajon Popasna angeschlossen.
Seit Sommer 2014 ist der Ort im Verlauf des Ukrainekrieges umkämpft gewesen, kam aber erst im Verlauf der Kampfhandlungen um Debalzewe zu den Separatistengebieten der Volksrepublik Lugansk.